# Yapılıpınar, Elbistan
Yapılıpınar là một xã thuộc huyện Elbistan, tỉnh Kahramanmaraş, Thổ Nhĩ Kỳ. Dân số thời điểm năm 2010 là 25 người.